# مدام كوري (فلم)
مدام كوري (بالإنجليزية: Madame Curie) هو فيلم دراما تم إنتاجه في الولايات المتحدة وصدر في سنة 1943. الفيلم من كتابة ألدوس هكسلي.

## طاقم التمثيل
- غرير غارسون

### ترشيحات وجوائز
| السنة | الحدث  | الفئة     | النتيجة |
| ----- | ------ | --------- | ------- |
|       | أوسكار | أفضل فيلم | ترشـيـح |

## وصلات خارجية
- مقالات تستعمل روابط فنية بلا صلة مع ويكي بيانات